# دراغون بوستر
دراغون بوستر (بالإنجليزية: Dragon Booster) هو مسلسل رسوم متحركة كندي من تأليف روب ترافالينو وكيفين ماورو لصالح شبكة سي بي سي, تم عرضه لأول مرة في عام 2004م.

## القصة
تدور أحداث المسلسل حول شخصية "أرتاها بيرن" الذي يركب تنين اسمه تنين الأسطورة, ويحاول بيرن أن يحمي العالم من حرب التنانين والبشر التي ستحدث قريبًا ويحاول أيضًا أن يصلح بين البشر والتنانين.

## البث
تمت دبلجة المسلسل للعربية لأول مرة
في العالم العربي بواسطة مركز الزهرة وعُرِضَ على قناة سبيستون عام 2005، ثم أُعيدت دبلجته من قبل أستديوهات إيمدج برودكشن هاوس وعُرِضَ على قناة إم بي سي 3 عام 2010 وعلى عدة قنوات عربية أخرى.[بحاجة لمصدر]

## وصلات خارجية
- دراغون بوستر على موقع IMDb (الإنجليزية)
- دراغون بوستر على موقع كينوبويسك (الروسية)
- دراغون بوستر على موقع ألو سيني (الفرنسية)
- دراغون بوستر على موقع قاعدة بيانات الفيلم (الإنجليزية)